# Rectospinacia
Rectospinacia is een geslacht van kreeftachtigen uit de klasse van de Ostracoda (mosselkreeftjes).

## Soort
- Rectospinacia postspinosa Schornikov & Mikhailova, 1990